# إقليم آسا الزاك
إقليم آسا الزاك هو إقليم في جهة كلميم واد نون جنوب المغرب، وهو يضم 124 44 نسمة (208 5 أسرة) حسب الإحصاء العام للسكان والسكنى لسنة 2014.

## تاريخ
تم الإعلان عن إحداث إقليم آسا الزاك بمناسبة الزيارة الملكية للمغفور له جلالة الملك الحسن الثاني لآسا يوم 19 ماي 1991، وتنفيذا للإعلان الملكي تم صدور مرسوم لإحداث رسمي رقم 2-91-574 بتاريخ 25 سبتمبر 1991.

## المناخ
يتميز الإقليم بمناخ صحراوي، حار صيفاً وبارد جاف شتاءاً، كما يعرف الإقليم هبوب رياح الشركي وارتفاع درجة الحرارة بحيث تتعدى في فصل الصيف 45 درجة، أما التساقطات المطرية فهي ضعيفة. تشهل السهول مساحة شاسعة جداً 60%، وتشغل الجبال مساحة 20% (سلاسل جبال وركزيز)، فيما تشغل الهضاب مساحة 20%. الغطاء النباتي للإقليم يغلب عليه الطابع الصحراوي، ومن أهم مكوناته شجر أركان، وشجر الطلح، بالإضافة إلى تميزه بالنذرة والتشتت فإنه يعاني من مشكل التدهور الذي يعود إلى توالي سنوات الجفاف والإستغلال المفرط من رعي جائر وقطع الأشجار لأغراض منزلية.
يشكل وادي درعة وروافده أهم الموارد المائية السطحية، ولغاية تعبئة جزء منها وللتخفيف من أضرار الفيضانات، تم بناء سد حجم حقينته 78.000.000 م³ على وادي تويزكي، أما المياه الجوفية فتتشكل في أغلبها من نبيضة سطحية غير شاملة لمجموع التراب الإقليمي ويتميز بعضها بارتفاع نسبة الملوحة وبمستويات متفاوتة الصبيب المائي.

## التقسيم الإداري
التقسيم الإداري لإقليم آسا الزاك هو كالآتي:
| اسم الجماعة | النوع       | البلدية/الدائرة | عدد الأسر | السكان المغاربة      | السكان الأجانب       | مجموع السكان |
| ----------- | ----------- | --------------- | --------- | -------------------- | -------------------- | ------------ |
| آسا         | جماعة حضرية | بلدية آسا       | 990 2     | 568 14               | 2                    | 570 14       |
| الزاك       | جماعة حضرية | بلدية الزاك     | 941       | 763 12               |                      | 763 12       |
| عوينة لهنا  | جماعة قروية | دائرة آسا       | 314       | 391 2                |                      | 391 2        |
| تويزكي      | جماعة قروية | دائرة آسا       | 172       | 021 5                | 1                    | 022 5        |
| عوينة يغمان | جماعة قروية | دائرة آسا       | 470       | 042 3                |                      | 042 3        |
| المحبس      | جماعة قروية | دائرة الزاك     | 153       | 208 4                |                      | 208 4        |
| لبويرات     | جماعة قروية | دائرة الزاك     | 168       | 127 2                | 1                    | 128 2        |
|             |             |                 |           | المجموع (إحصاء 2014) | المجموع (إحصاء 2014) | 124 44       |

## قصر وزاوية آسا

### واحة قصر آسا
على الرغم من مناخها الصحرواي وبعدها عن المراكز الحضرية فان واحة قصر آسا استقطبت أعدادا هائلة ومختلفة من الأجناس البشرية فالواحة استقر بها الإنسان مند العصر الحجري القديم وعرفت في ما بعد توافد مجموعات اثنية وعرقية مختلفة في الأصول واللغة والعادات وحسب الأرقام التي وردت في بعض الكتب التاريخية فان ساكنة الواحة تراجعت من 400 كانون سنة 1550 إلى 100 كانون سنة 1948 وفي سنة 1950 استقر بالواحة حواي 700 نسمة وتفسر الدراسات والأبحات التي عالجت هذا الشأن ان هذا التباعد بطغيان الأطلال حاليا من جهة تم وجود المقبرة التي يقرب حجمها حجم المجال المبني من الواحة أي القصر. وكان سكان الواحة متجمعين داخل اسوار القصر على شكل عائلات لها منازلها وحقولها وأحيانا نشاطها التجاري وتميزت كثافة السكان بالارتفاع، هذا الارتفاع يرجع إلى النشاط الفلاحي الذي ميز قصر آسا بالإضافة إلى الأمن الذي كان توفره أسوار وأبراج القصر وكان القصر مسييرا من طرف جماعة محلية يترأسها أمغار وللجماعة دور كبير في حل مختلف مشاكل الساكنة ويساعد الأمغار في تسيير شأن القصر مجلس أيت الأربعين.
يعتبر الماء العامل الحيوي والمحرك الضروري للحياة بمنطقة قصر آسا والحاجة اليه تبقى المشكل الرئسي بالواحة، هذه المادة يتم جلبها من مصدرين الأول: يتمثل في الجريان الموسمي للوادي الذي يستمد مياهه من تهاطل الأمطار، ويخترق الواد واحة اسا مقسما اياها إلى قسمسين منطقة ايغالن iraln على الضفة اليمنى للوادي وتكرضات takrdatt على الضفة اليسرى.
وللاستفادة من مياه الوادي فقد شيدت عليه حواجز مائية أهمها حاجز «ايكمدرigomdr» الغاية منه تحويل مياه الوادي نحو ساقية ذات اتجاهات مختلفة، وهي تقوم بافتراق ساقية«ايغالن» اما المصدر الثاني فهو جوفي يتمتل في عين تكرضات وهي عين لا تنضب، ويتم توزيع مياهها عبر ساقية«تكرضات.»
على الرغم من عزلتها وبعدها عن المراكز الحضرية، وكذلك الظروف المناحية الطبيعية القاسية، فان واحة اسا تعتبر منطقة جد ب للسكان بسحرها الحضاري التاريخي فهي عرفت استقرارا بشريا مند القدم، وقد استقر بها ساكنة واجناس بشرية مختلفة.ورغم الاختلافت العرقية والمدهبية والاجتماعية (أمازيغ، عرب، يهود) فان ساكنة الواحة ساهمت وبطرق شتى في بناءها وفي نموها الاقتصادي والثقافي والاجتماعي.

### زاوية آسا
إعتبرت زاوية آسا في إحدى الفترات كمركز ثقافي وتحتضن أكثر من مدرسة يتعلم فيها التلاميذ، وقد حافظت على السلطة الدينية والسياسية خلال أكثر من 700سنة، وكانت للزاوية اتصالات روحانية مع العديد من الزوايا جنوب المغرب: تامكروت وتامدولت قرب آقا ومغيممة وتزنيت.وتغلغلت آسا داخل الغرب الأقصى لبلاد المغرب، كما تعتبر آسا مركز اجتماع الصلحاء (366) وليا صالحا. كما ان مدينة آسا هي إحدى أكبر المعاقل التاريخية ومهد الثوار حيث ان هذه البلدة انجبت العديد من رجال العلم ورجال السلطة والكثير من الساسة المغربية.
لعبت زاوية آسا دورا كبيرا في تحقيق التكامل والتعاون في مجتمع القصر، حيت كانت تجمع الأعشار والزكوات بالزاوية بعد ذلك توزع على ذوي الحاجة من السكان وعلى طالبي العلم والزيارة، ويعتبر موسم الزاوية «المكار» الذي يتزامن مع المو لد النبوي الشريف أكثر تجسيدا لمظاهر التكافل والتعاون، من جهة أخرى لعب مجلس ايت أربعين دورا هاما خصوصا في فك النزعات القائمة، وإلى جانب هذه المظاهر هناك مظاهر التبادل والتكامل ثم الانشقاق والتنافر والتناقض رغم قلتها.
يعود تأسيس الزاوية إلى القرن 7 الهجري /13م على يد الشيخ ايعزى وايهدى، ويؤكد مصطفى الناعمي في هذا الصدد ان مدينة نول لمطة ارتبطي تاريخيا بانقراض زاوية اسا العاصمة القديمة لبلاد الجنوب الغربي المغربي، وعرفت هذه الزاوية نهضة كبيرة مع الفتح العربي للمغرب، ومند القرن14 الهجري شكلت زاوية اسا مركز ا ثقافيا وحضاريا إسلاميا مهما بفضل وجود مدرسين مكلفين بتلقين المبادئ الإسلامية والدينية لروادها من الطلبة، ومع بداية القرن 17 الميلادي أصبحت اسا قبلة لتجمعات بشرية خاصة الرحال المنتمين إلى قبيلة ايت اوسى، الدين انصهرو مع السكان المحلين من أصول أمازيغية.وشكل قصر آسا مرفأ صحراويا ذا اشعاع عالمي في ذلك الزمن حيت ازدهرت التجارة بواسطة القوافل العابرة للصحراء والمحملة بالمنتوجات الحيوانية والتوابل والنسيج. يدرس بالزاوية حاليا 50 طالبا يتلقون دروسا في حفظ القرآن الكريم بالإضافة إلى دروس في الحديث وقواعد اللغة العربية.

## الاقتصاد

### الفلاحة
يعد النشاط الفلاحي ولاسيما تربية الماشية، النشاط الأساسي لسكان إقليم آسا الزاك، وهو أهم مورد اقتصادي حيث يتوفر على قطعان تقدر أعدادها بـ  8000 رأس إبل، و60000 رأس ماعز، و30000 رأس غنم. ويتوفر الإقليم على أراضي صالحة لزراعة الحبوب بمناطق الفيض، وهي زراعة موسمية قد تصل المساحة الصالحة لممارستها 6000 هكتار. وذالك بالإضافة إلى واحات الإقليم المتعددة والتي تضم أزيد من 28 ألف نخلة. وقد أعدت السلطات المختصة مجموعة من المشاريع في إطار مخطط المغرب الأخضر، لتطوير تربية الإبل وتثمين ألبانها ولحومها وتربية النحل وإنتاج التمور بالإضافة إلى منتجات الصبار وعمليات موازية لتهيئة مناطق الفيض والحد من آثار الجفاف. من بين هذه المشاريع:
- مشروع تنمية التمور الذي يناهز غلافه المالي 20.8 مليون درهم ويهدف إلى إعادة هيكلة الواحات المنتجة للتمور وتثمين منتوجها وقد تم الشروع في إنجاز مختلف العمليات المتعلقة بهذا المشروع منذ سنة 2010.
- مشروع تنمية تربية النحل الذي يناهز غلافه المالي 1.3 مليون درهم ويهدف إلى عصرنة قطاع تربية النحل بالإقليم للرفع من قيمة منتجاته وقد إنطلق هذا المشروع سنة 2011 وشمل اقتناء خلايا عصرية ومعدات تقنية والتأطير التقني.

### الصناعة التقليدية
يتميز الإقليم بصناعته التقليدية العريقة والموروثة من زمن كان فيه الترحال النشاط الأساسي لسكانه الذين كانو يتنقلون بماشيتهم بحثاً عن الكلأ والماء في مجموعات تدعى الفركان (مفردها فريك) حيث يتكون كل فريك من عدد من الخيام المنتمية إلى العشيرة الواحدة من جملتها خيمة الصانع، والتي يقوم فيها بصناعة وإصلاح كل ما يحتاجه المخيم من أدوات وأواني في الحياة اليومية لقاطنيه، في حين تقوم زوجته بصناعة الوسائد والحقائب الجلدية والحصائر والزرابي. ويعد قطاع الصناعة التقليدية أحد أهم القطاعات السوسيو اقتصادية لإقليم آسا الزاك، ويعتبر مجالاً مفضلاً لدى الكثير من السكان للتشغيل، ويضم العديد من فروع الفن والإنتاج كالصياغة، النجارة، النحت على الحجر، الخياطة التقليدية، الطرز، نسيج الخيام والزرابي، المصنوعات الجلدية.

### السياحة
يتوفر الإقليم على مؤهلات سياحية متنوعة أبرزها سياحة الإستكشاف والثقافة بفضل توفر الإقليم على موقع أثري هام وهو قصر آسا بالإضافة إلى النقوش الصخرية الآثرية، بالإضافة إلى السياحة الإيكولوجية والعلمية حيث تتواجد بالإقليم واحات عديدة وتنوع جيولوجي ووجود محطة للأبحاث شبه الصحراوية بمنطقة عوينة لهنا التي يعود بنائها إلى الثلاثينيات من القرن الماضي أثناء التواجد الإستعماري.

## أحداث
- نظمت الجامعة الملكية المغربية للرياضة للجميع القافلة الوطنية للرياضة للجميع بكل من أسا والزاك كأخر مرحلة للقافلة الوطنية للرياضة للجميع يوم السبت 11 فبراير 2017، تحت الاشراف الفعلي للبطلة الأولمبية نزهة بيدوان رئيسة الجامعة الملكية المغربية للرياضة للجميع ومجموعة من الأبطال السابقين في ألعاب القوى المغربية كرشيد البصير وعلي الزين وعادل الكوش وحسن الحسيني، وتضمن برنامج القافلة الوطنية في محطتها الرابعة عشرة بالزاك أنشطة رياضية مختلفة منها كرة القدم وكرة السلة وكرة اليد والأيروبيك وألعاب القوى إضافة للألعاب التقليدية التي تميز المنطقة. واختتمت فعاليات هذه المحطة بتوزيع أقمصة على المشاركين وشواهد وميداليات رمزية، إضافة لمجموعة من الكرات التي سلمت لمدير مؤسسة عمر بن الخطاب التي احتضنت الأنشطة.